# René Vietto
Vous lisez un « bon article » labellisé en 2020.
René Vietto, né le 17 février 1914 dans le quartier de Rocheville au Cannet (Alpes-Maritimes) et mort le 14 octobre 1988 à Orange (Vaucluse), est un coureur cycliste français, professionnel de 1932 à 1952. Issu d'un milieu modeste, il exerce un temps le métier de groom dans des établissements luxueux de la Côte d'Azur avant de se consacrer au cyclisme. Il remporte huit étapes sur le Tour de France et son histoire professionnelle est intimement liée à cette course, sur le podium de laquelle il est monté en 1939, à la deuxième place, derrière le Belge Sylvère Maes.
Lors de cette même édition, il porte le maillot jaune pendant onze jours, une performance qu'il réédite huit ans plus tard, sur le Tour de France 1947, pendant quinze jours cette fois. Il a également remporté le Grand Prix de la montagne sur cette épreuve lors de sa première participation en 1934. Parmi les principaux succès de sa carrière, René Vietto compte également deux victoires d'étape dans le Tour d'Espagne, un titre de champion de France de la zone non occupée en 1941, et la première place au classement général de Paris-Nice en 1935.
Grimpeur d'exception et « styliste magnifique », « le roi René » jouit d'une immense popularité au sortir de la Seconde Guerre mondiale, notamment pour sa verve qui l'apparente aux plus célèbres comédiens. Il se distingue des autres coureurs par le soin particulier qu'il apporte à son matériel : René Vietto est l'un des premiers coureurs à utiliser des innovations techniques comme le double plateau ou le porte-bidons accroché au cadre du vélo et non au guidon. Plus encore, c'est son « sacrifice » au profit d'Antonin Magne sur le Tour de France 1934 qui contribue à forger sa légende. À deux reprises, Vietto vient au secours de Magne, d'abord en lui donnant sa roue puis son vélo, alors que celui-ci est victime d'un incident technique dans les descentes des cols de Puymorens et du Portet-d'Aspet.

## Biographie

### Jeunes années
René Vietto naît le 17 février 1914 dans l'appartement de ses parents, situé dans le quartier de Rocheville au Cannet. Son père, Jean Vietto, originaire d'une famille de laitiers de Cannes, exerce la profession de camionneur, tandis que sa mère, Laurence Mélano, qui a grandi au Plan-de-Grasse, récolte des roses, des fleurs de jasmin et d'orangers pour les fermiers des environs. Pendant la Première Guerre mondiale, alors que son père est fait prisonnier et retenu en Allemagne, sa mère s'installe avec une amie à Bergerac pour y travailler dans une poudrerie, en emmenant René avec elle. Après seulement quelques semaines, celui-ci tombe gravement malade. Un temps soigné à l'hôpital militaire de Bergerac, sans succès, il rentre finalement avec sa mère au Plan-de-Grasse, dans la maison de ses grands-parents maternels. Après l'armistice et le retour de Jean Vietto, la famille retrouve sa maison du Cannet, où naît Lucienne, la sœur de René, en février 1921.

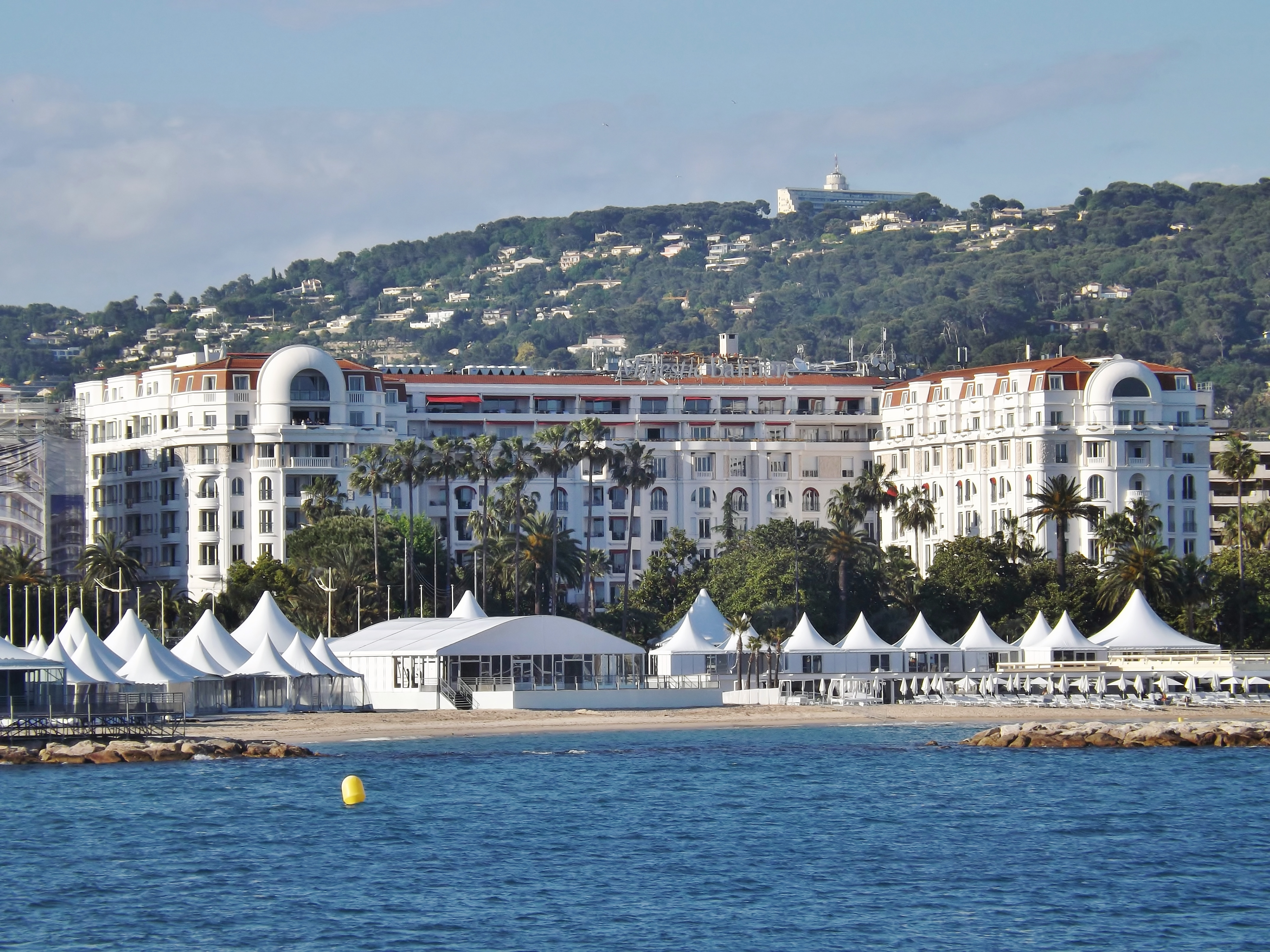
Avant d'être cycliste, René Vietto travaille à l'hôtel Majestic.

Affaibli par ses années de captivité, Jean Vietto trouve un emploi de jardinier à la mairie de Cannes, tandis que sa femme acquiert une épicerie à Mougins. Renvoyé de l'école, René Vietto commence à travailler dès l'âge de 12 ans comme cueilleur de fleurs de jasmin, puis dans un garage du boulevard Carnot à Cannes avant d'être embauché en tant que groom à l'hôtel Majestic, puis au casino du Palm Beach. Dans le même temps, il développe une passion pour les épreuves cyclistes et admire particulièrement le style du grimpeur italien Alfredo Binda. Avec ses économies, il achète son premier vélo pour la somme de 240 francs et s'entraîne avec des amis sur les routes du massif de l'Esterel.
En 1931, et sans l'autorisation de ses parents, René Vietto signe sa première licence cycliste à l'Étoile sportive de Cannes, le club de son ami Charles Ceppi. Il se distingue très vite en prenant la quatrième place de la course départementale éliminatoire du Premier pas Dunlop, puis se classe premier des débutants au Grand Prix Sigrand, au Grand Prix Walsdorff et au Grand Prix de Saint-Raphaël. Il remporte le Prix de Vallauris et le Derby de l'ES Cannes, avant d'obtenir son premier succès de renom sur les Boucles de Sospel, devant ses coéquipiers Paul Bianchi et Charles Ceppi. Cette victoire dans une des plus importantes épreuves régionales lui vaut pour la première fois les compliments de la presse locale. Quelques semaines plus tard, il s'impose devant Fernand Fayolle sur Nice-Puget-Théniers, une épreuve qui compte à son palmarès des coureurs professionnels comme Alfredo Binda et Paul Broccardo. Ses excellents résultats, obtenus dès sa première saison cycliste, le font passer dans la catégorie des aspirants professionnels, tandis qu'il abandonne son emploi de groom au casino Palm Beach,.

### Carrière cycliste

#### Les premiers succès (1932-1933)
Dès le début de la saison 1932, René Vietto s'affirme comme l'un des meilleurs coureurs de la Côte d'Azur en remportant le Grand Prix de Cannes devant l'Italien Luigi Barral, puis en se classant huitième de la Course de côte du mont Faron, en présence de nombreux professionnels et malgré une chute. Il est invité à passer deux semaines au centre d'entraînement du Vélo Club de Levallois, alors considéré comme le meilleur club amateur français, dans le but de préparer le GP Wolber, une course réservée aux espoirs français mais dans laquelle Vietto déçoit. En fin de saison, il se blesse en chutant sur une canette que lui tend un ami et qui lui sectionne le nerf cubital, ce qui entraîne une légère paralysie de la main droite.
En 1933, René Vietto confirme son statut en remportant pour la deuxième fois consécutive le Grand Prix de Cannes. Deuxième de la course de côte Nice-Mont Agel, il remporte celle du mont Faron en plaçant une attaque à plusieurs centaines de mètres de la ligne d'arrivée pour se débarrasser de Luigi Barral, son dernier concurrent. Celui-ci lui permet de disputer des courses en Italie pour la marque Olympia, dirigée par Gaetano Belloni. Dans Milan-San Remo, sa première grande classique, il se classe treizième. René Vietto est alors sélectionné pour disputer le Tour d'Italie. Malgré une cinquième place dans la première étape, ainsi qu'une échappée en compagnie du futur vainqueur, Alfredo Binda, dans l'avant-dernière étape, ce Giro laisse des regrets au coureur français, souvent victime de chutes. Plusieurs constructeurs de cycles italiens lui proposent de signer un contrat juteux, à la condition qu'il demande la nationalité italienne, ce que Vietto refuse.

#### Le «sacrifice» de René Vietto (1934)

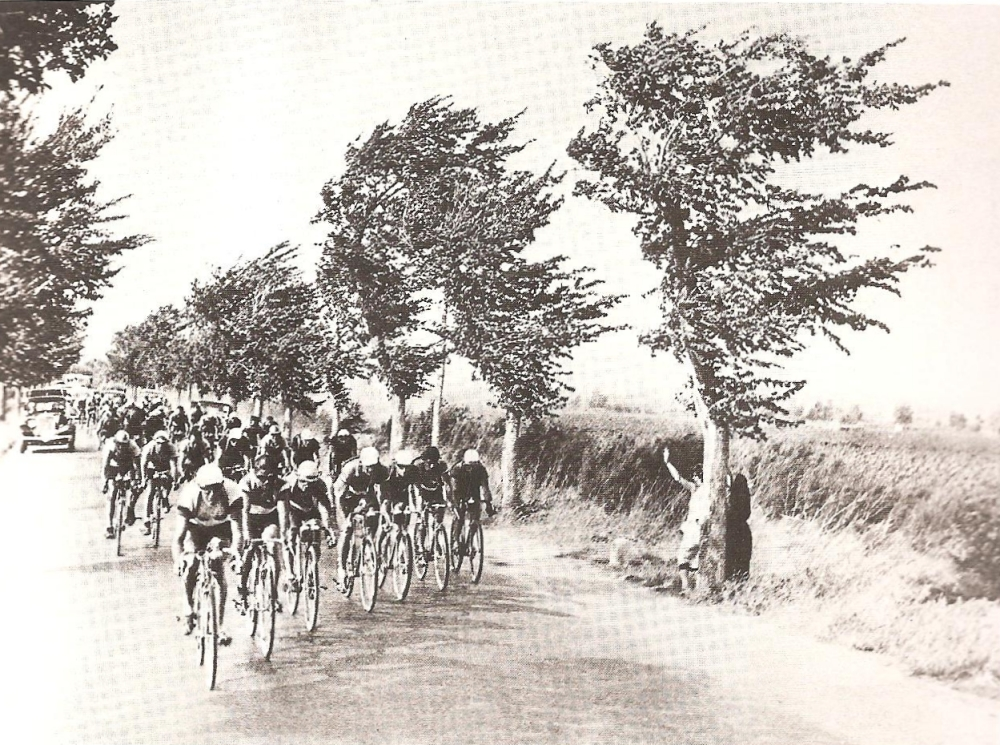
L'équipe de France, à laquelle appartient Vietto, mène le peloton sur le Tour.

Au début de la saison 1934, il dispute Paris-Nice à titre individuel et subit plusieurs fois la malchance : crevaisons à répétition, ou encore chute alors qu'il est seul en tête avec trois minutes d'avance lors de l'avant-dernière étape. Il termine toutefois sixième au classement général. Recruté au sein de la formation Helyett par André Trialoux, il se classe successivement cinquième du Critérium national puis neuvième du Championnat de France, remporté par Raymond Louviot. René Vietto prend ensuite le départ du GP Wolber dans le but de gagner sa sélection pour le Tour de France. Cette épreuve, réservée aux meilleurs espoirs français et qui rassemble 72 concurrents, est disputée en individuel et en cinq étapes. Troisième à Auxerre, au terme de la première étape, il conserve sa position au classement général lors de l'étape suivante à Clermont-Ferrand. Dans la troisième étape, René Vietto attaque dans l'ascension du col de la Croix-Morand, se retrouvant seul en tête avec René Debenne. Victime de deux crevaisons, il doit laisser la victoire d'étape à celui-ci, mais endosse le maillot de leader par le jeu des bonifications distribuées au sommet des cols. Il défend ensuite sa position et remporte, deux jours plus tard, le classement général de ce GP Wolber.
René Vietto obtient dès lors sa sélection en équipe de France pour le Tour 1934. Tandis qu'il se prépare dans les Alpes avec son ami Adrien Buttafocchi, sa sélection est contestée par de nombreux journalistes qui considèrent qu'il ne peut briller que sur des cols de faible kilométrage et que ses piètres qualités de descendeur le priveront de jouer quelque rôle. Les premières étapes ne lui sont guère favorables. Dès le premier jour, à Lille, il accuse un retard de 12 minutes, puis le lendemain, il perd près d'une heure à la suite de quatre crevaisons. René Vietto se distingue pour la première fois au quatrième jour de course, en prenant la quatrième place d'une étape qui comprend l'ascension du Ballon d'Alsace. Après cinq étapes, alors que les coureurs bénéficient d'un jour de repos à Évian-les-Bains, il occupe seulement la 39e place
du classement général, bien loin du leader Antonin Magne.
Dans la septième étape, il est devancé par les Espagnols Federico Ezquerra et Vicente Trueba au col du Galibier mais les rejoint dans la descente avant de s'engager dans un long raid solitaire qui s'achève à Grenoble par sa première victoire d'étape dans le Tour de France. Troisième à Gap, René Vietto remporte sa deuxième victoire d'étape à Digne au terme d'un effort qui est salué par l'ensemble des journalistes. Échappé dans le col de Vars, il accentue son avance dans la descente puis la conserve dans le col d'Allos. Cette performance lui permet de remonter à la 6e place du classement général, à près de 35 minutes du maillot jaune. Cinquième à Nice, Vietto remporte ensuite une troisième victoire à Cannes, sa ville, en battant au sprint l'Italien Giuseppe Martano.

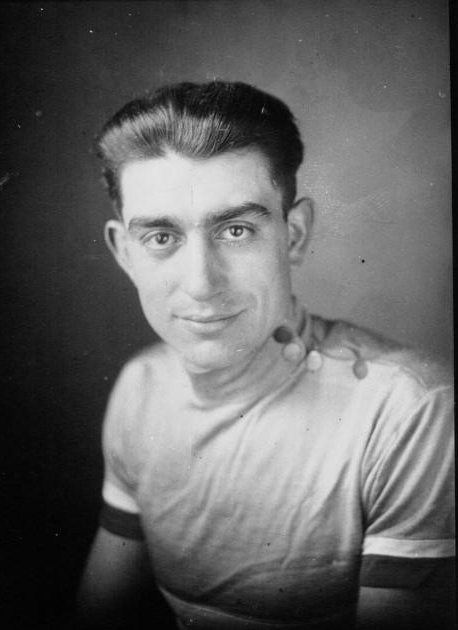
Antonin Magne remporte son deuxième Tour de France grâce au « sacrifice » de Vietto.

La traversée des Pyrénées est le théâtre d’événements qui font entrer René Vietto dans la légende du Tour de France. Dans la quinzième étape entre Perpignan et Ax-les-Thermes, Antonin Magne chute dans la descente du col de Puymorens et brise sa roue, tandis que son plus sérieux rival pour le classement général, Martano, profite de l'incident pour le distancer. René Vietto offre sa roue à Magne qui mène la poursuite et conserve finalement son maillot jaune en limitant son retard à l'arrivée à 45 secondes. Le lendemain, alors qu'il se trouve en tête de la course, René Vietto vient une nouvelle fois au secours de son leader, arrêté dans la descente du col de Portet-d'Aspet en raison d'un bris de chaîne et de rayons. Vietto fait demi-tour, remonte le col dans l'autre sens sur deux kilomètres et cède son vélo à Magne qui sauve encore son maillot jaune à l'arrivée à Luchon,. Ces deux faits de course, ainsi qu'une photographie qui le montre en larmes, assis sur un muret aux côtés de son vélo endommagé en attendant la voiture de dépannage, élèvent immédiatement Vietto au rang de héros populaire qui sacrifie ses propres chances au profit de son chef de file.
Dans la dernière étape pyrénéenne entre Tarbes et Pau, René Vietto franchit en tête les sommets des cols du Tourmalet et d'Aubisque et s'impose en solitaire, remportant ainsi sa quatrième victoire d'étape sur ce Tour. Cette performance lui permet également de s'installer sur le podium provisoire de l'épreuve derrière Magne et Martano, mais l'ultime contre-la-montre entre La Roche-sur-Yon et Nantes, dans lequel il utilise un braquet trop grand pour lui (le dérailleur ne sera autorisé qu'en 1937), le fait reculer de deux places. Il achève finalement son premier Tour de France au cinquième rang, à près d'une heure du vainqueur, Antonin Magne, et remporte le classement des grimpeurs. Ensemble, les deux hommes accomplissent un tour d'honneur au Parc des Princes lors duquel Vietto peut constater la sympathie et l'affection du public à son égard.
Vietto accompagne également Magne dans sa tournée des critériums d'après-Tour. C'est à l'issue de l'un d'eux, au vélodrome du Croisé-Laroche de Marcq-en-Barœul, près de Lille, qu'il rencontre Lisette Vandekerckhove avec qui il entretient dès lors une correspondance et qu'il épouse le 24 mars 1936.

#### Victoire sur Paris-Nice et Tour en demi-teinte (1935)
René Vietto rejoint la formation Helyett, dirigée par André Trialoux, au début de la saison 1935. Il obtient très vite d'excellents résultats, notamment sur Paris-Nice où il s'empare de la tête du classement général dès la deuxième étape et consolide son avance lors de l'étape contre-la-montre par équipes de quatre coureurs entre Marseille et Toulon pour finalement remporter l'épreuve malgré les attaques incessantes du Belge Antoine Dignef. En très bonne condition physique, il prend la deuxième place du Critérium national, seulement devancé au sprint par René Le Grevès, l'un des meilleurs spécialistes dans ce domaine, puis se classe quatrième de Paris-Roubaix. Cette performance aurait d'ailleurs pu être toute autre s'il n'avait pas été arrêté à un passage à niveau pendant près de quatre minutes, à Wattignies, tandis qu'il revenait sur les hommes de tête. Blessé à la tête après une chute lors d'une course sur piste, il montre des signes de fatigue mais se classe huitième lors de Paris-Tours. René Vietto aspire au repos mais son directeur sportif l'engage sur le Tour d'Italie. À court de forme, il abandonne lors de l'avant-dernière étape.
Le Tour de France 1935, pour lequel il est à nouveau sélectionné en équipe de France, ne commence pas sous les meilleurs auspices pour René Vietto. Pris d'une fringale dans le final de la première étape, il accuse un retard de 21 minutes sur le vainqueur Romain Maes puis dans la troisième étape, alors qu'il souffre d'une molaire arrachée la veille, il est pris dans une chute et s'ouvre l'arcade sourcilière. Les jours suivants, il concède encore plusieurs minutes sur le maillot jaune. L'arrivée dans les Alpes à la sixième étape lui permet de retrouver la lumière : il attaque dans l'ascension du col des Aravis, puis franchit la ligne d'arrivée en vainqueur à Aix-les-Bains après une échappée en solitaire de 125 kilomètres. En retrait à Grenoble puis à Gap, René Vietto se distingue dans la neuvième étape vers Digne-les-Bains, qu'il remporte en s'échappant dès les premiers kilomètres en compagnie de plusieurs coureurs. Il ne parvient pas pour autant à retrouver le coup de pédale aérien qui était le sien l'année précédente et se voit constamment devancé dans les cols par le Belge Félicien Vervaecke, qui s'adjugera finalement le classement du meilleur grimpeur. Décevant dans les Pyrénées, Vietto achève le Tour à la huitième place, à plus de 51 minutes de Romain Maes.
En novembre, il participe aux Six Jours de Paris, exclusivement réservés aux coureurs sur route cette année-là, associé à son ami Alvaro Giorgetti. Les deux hommes se classent sixièmes.

#### Vietto en retrait (1936-1938)
Au début de la saison 1936, René Vietto échoue dans la défense de son titre sur Paris-Nice. Handicapé par une chute dans la première étape, il se met dès lors au service de son coéquipier Jean Fontenay, vainqueur d'une étape et finalement deuxième du classement général. Vietto ne signe aucun résultat significatif au cours de la première partie de saison et est logiquement recalé de la sélection française pour le Tour 1936. Il s'y aligne malgré tout en tant que touriste-routier. Il chute dès la première étape entre Paris et Lille, disputée dans des conditions météorologiques exécrables, ce qui l'empêche de bien y figurer. Blessé au pouce, et accablé par la malchance avec deux bris de chaîne dans la sixième étape, il choisit d'abandonner.
L'année suivante, malgré une troisième place dans l'épreuve chronométrée du Mont Agel, sa condition physique est défaillante. Les chutes subies les années précédentes le font souffrir et le manque de résultat conduit Vietto à faire une pause. Avec son épouse, il se retire pendant deux mois dans le Champsaur.
De retour à la compétition au début de l'année 1938, il obtient des résultats encourageants avec une troisième place au Grand Prix de Nice, une quatrième place sur la course du mont Faron puis une autre sur le Critérium national. Vietto renoue avec la victoire sur la Polymultipliée de Chanteloup-les-Vignes en s'imposant nettement devant Jean-Marie Goasmat. La presse, convaincue de son retour au meilleur niveau, en fait l'un des favoris du championnat de France disputé sur le circuit de Montlhéry. Dans le huitième tour, il parvient à revenir seul sur les trois hommes échappés, mais ceux-ci sont finalement tous rejoints par le peloton. La victoire se décide au sprint et c'est Paul Maye qui l'emporte, tandis que Vietto se classe sixième. Sa bonne tenue lui vaut une sélection au sein de l'équipe des Cadets de France pour le Tour 1938. Il est une des têtes d'affiche de son équipe, au même titre que l'ancien double vainqueur de l'épreuve, André Leducq, mais doit abandonner ses rêves de succès dès la deuxième étape : accroché par un camion qui dépasse le peloton, Vietto chute lourdement et termine hors délai.

#### Sur le podium du Tour (1939)

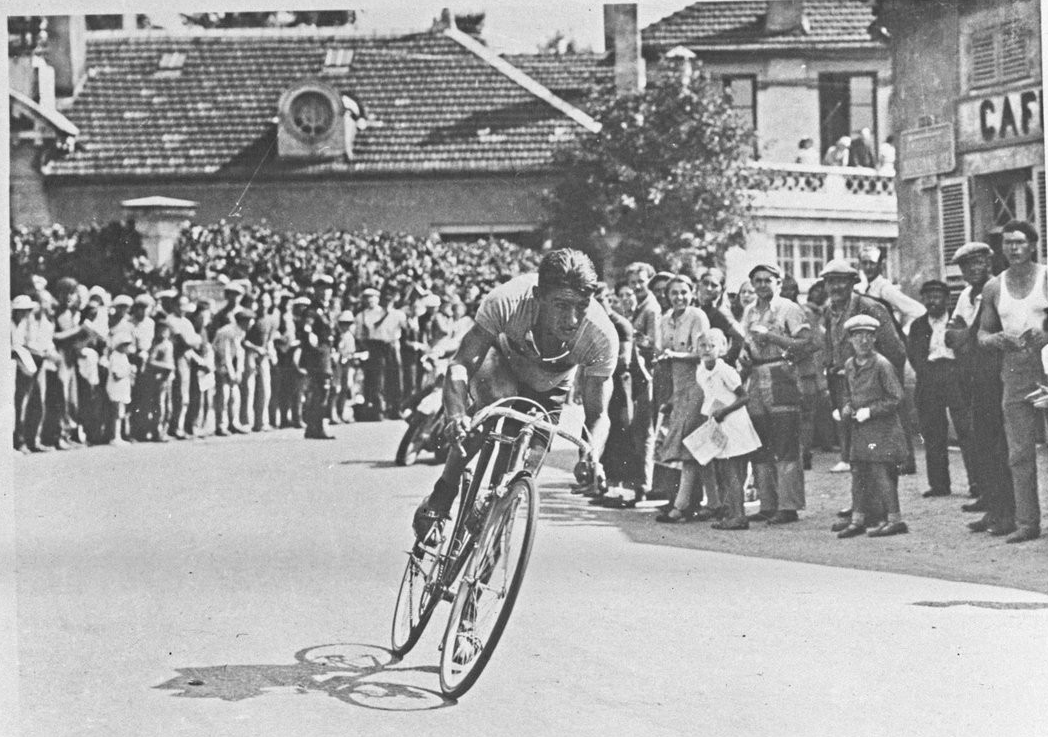
René Vietto dans la du Tour.

À l'aube de la saison 1939, les suiveurs sont peu nombreux à croire à un retour de Vietto au plus haut niveau. Le directeur du Tour lui-même, Henri Desgrange, s'interroge dans les colonnes de L'Auto sur le « mal qui le ronge ». Dès les premières épreuves de l'année, il obtient des résultats certes modestes, mais encourageants. Deuxième d'une étape de Paris-Saint-Étienne, troisième au Mont Agel, il se distingue dans le Circuit du Mont Ventoux en battant le record de l'ascension. Vainqueur d'une étape du Tour de l'Est-Central, il s'aligne sur le Tour de France à la tête de l'équipe du Sud-Est, une formation constituée de jeunes coureurs. Au deuxième jour de course, il prend la quatorzième place du contre-la-montre de Vire, le matin, puis se glisse dans une échappée l'après-midi, dans le deuxième tronçon de l'étape qui conduit les coureurs à Rennes. Vietto pointe alors au deuxième rang du classement général. Dans la quatrième étape, il est à l'initiative de l'échappée victorieuse, ce qui lui permet de revêtir le maillot jaune pour la première fois de sa carrière.

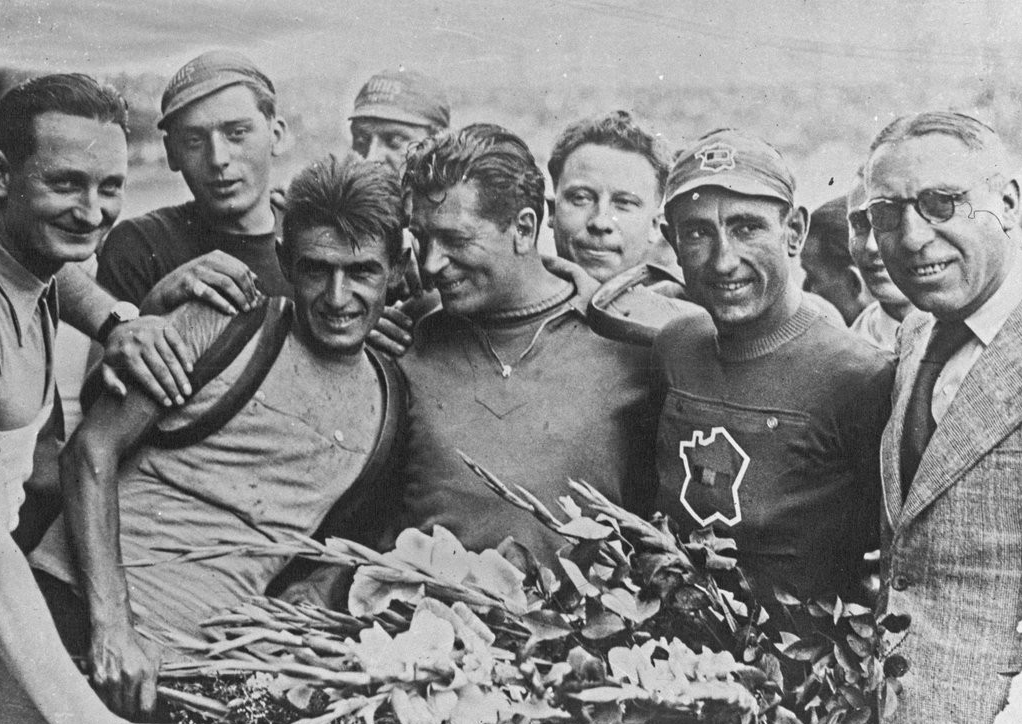
René Vietto (à gauche) et Sylvère Maes (à droite) encadrent l'acteur Albert Préjean à l'arrivée du Tour.

Pour autant, Vietto ne se réjouit pas de cette place de leader qui le contraint à soutenir le poids de la course, d'autant plus qu'il est atteint d'un début de grippe. En difficulté dans la première étape pyrénéenne entre Pau et Toulouse, il fait preuve d'abnégation et parvient à franchir la ligne dans le même temps que son rival le plus sérieux, Sylvère Maes. Le Belge lui reprend du temps dans la douzième étape vers Monaco et se rapproche à moins de deux minutes au classement général. Le Tour bascule dans la quinzième étape entre Digne et Briançon : la montée du col d'Izoard, dernière ascension du jour, est fatale à Vietto qui ne peut suivre l'attaque de Maes. À l'arrivée, il concède près de quinze minutes et doit céder son maillot jaune. Son retard s’accroît les jours suivants, et Vietto achève finalement ce Tour de France à la deuxième place, avec plus d'une demi-heure de retard sur le vainqueur. L'ensemble des suiveurs, à commencer par l'ancien coureur Charles Pélissier dans Paris-Soir, considèrent que sa défaite n'est due qu'aux efforts inutiles et répétés qu'il a consentis lors des premières étapes, et l'engagent à faire preuve de plus de « patience » à l'avenir.

#### Seconde Guerre mondiale

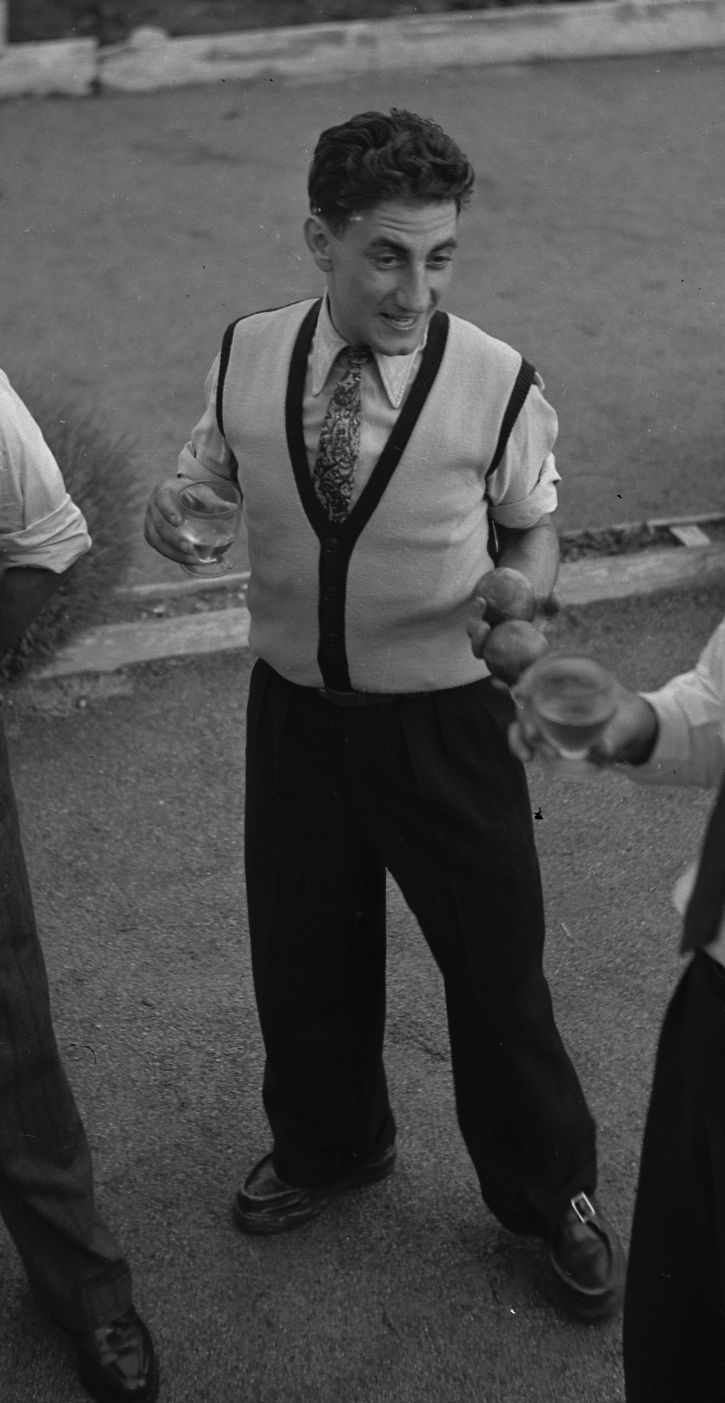
Apo Lazaridès devient l'apprenti et l'ami de Vietto pendant la guerre.

En 1939, l'entrée en guerre place immédiatement le sport au second plan. Réformé pour le service militaire en 1934 en raison de sa griffe cubitale, René Vietto est convoqué devant le conseil de révision en novembre 1939 qui le déclare apte au service auxiliaire. Il est immédiatement mobilisé à Sorgues, dans le Vaucluse, avant d'être détaché au service du courrier de la 24e compagnie en garnison à la caserne Chabran d'Avignon. Présent à Paris au moment de la débâcle française en juin 1940, il tente de rejoindre le sud à vélo mais est fait prisonnier à Sully-sur-Loire. C'est dans cette ville que se trouve l'usine du fabricant de cycles Helyett, la marque qui équipe habituellement Vietto. Celui-ci parvient alors à se faire engager comme ouvrier pour la firme, tout en regagnant le camp de prisonniers chaque soir. Sous la menace d'être transféré en Allemagne après deux mois de détention, il réussit à s'évader à vélo en compagnie d'un autre cycliste professionnel, Jules Siciliano, et rentre chez lui, à Cannes.
René Vietto fait la rencontre de l'ancien coureur marseillais Georges Coupry, qui devient son manager. Malgré les troubles causés par la guerre, les compétitions cyclistes reprennent peu à peu. Dès le début de l'année 1941, il se classe deuxième de Nice-Mont Agel, puis du Grand Prix de Cannes, tout en remportant le Grand Prix de Fréjus. Au mois de juin, il devient champion de France de la zone non occupée, en s'imposant très nettement au sprint devant Dante Gianello sur le circuit très sélectif d'Alès.
En 1942, il fait l'acquisition d'un magasin de cycles rue Jean-Jaurès à Cannes pour y vendre et réparer les bicyclettes de la marque France-Sport. Il embauche alors un jeune apprenti, Jean-Apôtre Lazaridès, dit Apo, qui devient son compagnon d'entraînement. Vietto est engagé pour courir au sein de l'équipe de France sur le Tour d'Espagne. Dans la huitième étape entre Saint-Sébastien et Bilbao, il profite d'une erreur de parcours des hommes de tête pour franchir la ligne d'arrivée en vainqueur, puis remporte un deuxième succès d'étape, plus convaincant, à l'issue de la seizième étape à Vigo. En 1943, il ne compte qu'un succès, sur le Circuit du Midi.

#### Espoirs et désespoirs (1945-1947)
Après une saison presque blanche de résultats, René Vietto retrouve le chemin du succès en 1945 en remportant le Circuit des cols pyrénéens. Il subit néanmoins une fracture de la clavicule consécutive à une chute au Grand Prix de la République. L'année suivante, il est particulièrement en vue sur le Tour de Suisse remporté par Gino Bartali, en se classant notamment deuxième d'une étape gagnée par Renzo Zanazzi. Parmi d'autres succès, Vietto s'impose sur la deuxième étape de Monaco-Paris entre Digne et Briançon, ce qui lui permet d'endosser le maillot jaune. Il signe ce jour-là une performance remarquable en repoussant son plus proche poursuivant à près de sept minutes. Bien placé pour remporter la victoire finale, il ressent de vives douleurs au genou lors des étapes suivantes et doit finalement céder la première place du classement général à son coéquipier Apo Lazaridès, au terme de la dernière étape à Paris.
En 1947, après s'être classé deuxième du Circuit des villes d'eaux d'Auvergne, Vietto est sélectionné au sein de l'équipe de France pour le Tour, organisé pour la première fois depuis 1939. Il apparaît comme l'un des principaux favoris de l'épreuve, un statut qu'il confirme dès la deuxième étape à Bruxelles où il s'impose au terme d'une échappée solitaire et revêt une nouvelle fois le maillot jaune. Il cède un temps sa tunique au coureur italien Aldo Ronconi mais retrouve sa place de leader qu'il conforte en gagnant la neuvième étape, sur un parcours montagneux, entre Briançon et Digne. Malgré sa position, Vietto est inquiet car il souffre depuis les premiers jours de course d'une plaie infectée due au frottement avec la chaussure de l'un de ses orteils du pied gauche. Au fil des étapes, la menace se précise, notamment en la personne de Jean Robic, large vainqueur de l'étape des cols pyrénéens entre Luchon et Pau. C'est finalement à deux jours de l'arrivée à Paris que Vietto doit abandonner ses rêves de victoire. Le contre-la-montre de 139 kilomètres entre Vannes et Saint-Brieuc lui est fatal : à bout de forces, il concède près de quinze minutes de retard au vainqueur Raymond Impanis, tandis que le maillot jaune passe sur les épaules de l'Italien Pierre Brambilla. René Vietto se classe finalement cinquième de ce Tour de France remporté par Robic qui retourne la situation en sa faveur lors de la dernière étape,. Leader de l'épreuve pendant quinze des vingt-et-un jours de course, Vietto est inconsolable à l'arrivée à Paris, malgré l'ovation du public. Vietto écrit un éditorial dans L'Humanité : « Pour mon pays, j'ai fait ce que j'ai pu. », le quotidien sportif Match parle de lui comme de « l'homme le plus malheureux du monde ».

#### Les dernières années (1948-1952)

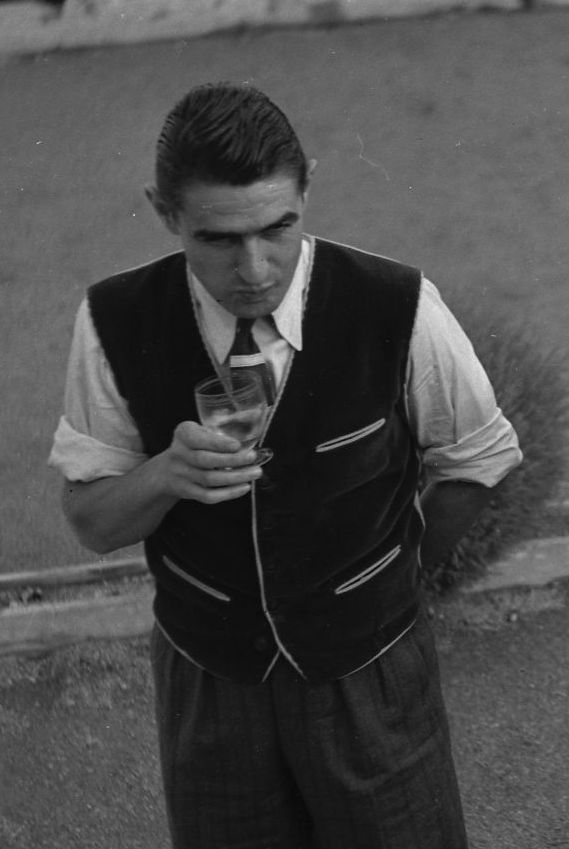
René Vietto en 1949.

Dès le début de la saison 1948, René Vietto affiche une forme rassurante en remportant le Grand Prix de Cannes au sprint devant ses anciens coéquipiers Paul Néri et Édouard Fachleitner. Au mois de mai, il prend la deuxième place de Paris-Clermont-Ferrand derrière Ange Le Strat, puis s'engage sur le Critérium de la République, disputé en trois étapes dans les Pyrénées. Au deuxième jour de course, sur un parcours exigeant qui emprunte les cols du Tourmalet, d'Aspin et de Peyresourde, il passe à l'offensive et gagne l'étape, ce qui lui permet d'assurer la victoire au classement général final de l'épreuve. Après une septième place sur le Critérium du Dauphiné libéré, il est une nouvelle fois sélectionné dans l'équipe de France pour le Tour. En retrait dans les premières étapes, Vietto obtient son meilleur classement en prenant la quatrième place de la treizième étape entre Cannes et Briançon, au terme de laquelle Gino Bartali signe une performance d'exception. La fin de Tour est un véritable calvaire pour Vietto, usé physiquement, qui se classe régulièrement dans les dernières positions. Il est finalement dix-septième de ce Tour à 1 h 43 de Bartali, vainqueur de l'épreuve.
René Vietto court peu au début de la saison 1949, mais sa troisième place dans le Circuit des cols pyrénéens, dans le même temps que le vainqueur Robert Chapatte, le convainc de participer au Tour de France. De nouveau membre de l'équipe de France, il n'obtient au mieux qu'une huitième place dans la onzième étape à Luchon après avoir brillé dans l'ascension du col de Peyresourde. Une chute survenue au cours de cette même étape l'oblige à se faire soigner à l'hôpital de Toulouse pour faire cureter la plaie. Dans les jours qui suivent, la douleur est si forte qu'il songe un temps à abandonner, mais il finit cependant ce Tour, le dernier de sa carrière, à la vingt-huitième place du classement général.
René Vietto met un terme à sa carrière professionnelle à la fin de l'année 1949 mais ne compte pas pour autant quitter le milieu du cyclisme. Il devient directeur sportif au sein de la formation Helyett et engage plusieurs de ses amis dont Lucien Teisseire, Apo et Lucien Lazaridès ou encore Pierre Cogan. Malgré le succès de Nello Lauredi sur le Critérium du Dauphiné libéré, les résultats de son équipe sont décevants.
En 1951, alors âgé de 37 ans, René Vietto envisage de faire son retour à la compétition. Il s'entraîne durement et s'aligne sur plusieurs épreuves dont Paris-Brest-Paris qu'il abandonne après 923 kilomètres. Peu après la course, il doit subir une sympathectomie qui lui vaut deux mois de convalescence. Pour autant, au début de l'année 1952, il engage sa propre équipe sur Paris-Nice, au sein de laquelle il tient le rôle de capitaine de route. Il prend la vingt-sixième place de l'épreuve, sa dernière course professionnelle.

### Après-carrière
Définitivement retiré des pelotons cyclistes en 1952, René Vietto vend son magasin de cycles de Cannes la même année. En 1956, il devient propriétaire d'un bar-tabac à Fréjus, mais ne se plaît guère dans ce métier et laisse à sa femme la gérance de l'établissement, qui est revendu à peine un an plus tard. En compagnie d'Édouard Fachleitner, il monte alors une société de cycles à Aix-en-Provence, pour laquelle il travaille pendant dix-huit mois, puis rentre à Cannes auprès de sa mère, tandis que sa femme Lisette s'installe à Marseille pour y ouvrir une teinturerie.
Le couple divorce finalement et René Vietto se remarie le 24 mars 1962 avec Gisèle Mainchain, l'une de ses fidèles supportrices, originaire du Maine-et-Loire. Leur union est célébrée à Andon, dans les Alpes-Maritimes, et c'est à proximité de ce village, à Saint-Cézaire, que René Vietto ouvre ensuite le restaurant Laurence, du nom de sa mère. Le 20 novembre 1963, Gisèle donne naissance à leur seul enfant, baptisé Jean, et le couple s'installe dès lors à Sarriac-Bigorre, dans les Pyrénées, pour se lancer dans l'élevage porcin. Vietto connaît une nouvelle fois l'échec avec cette entreprise. Quelques mois plus tard, il retrouve sa région natale et vient s'installer à Nice, où il trouve un emploi chez le fabricant de cycles Thomas-Rosset.
En 1981, René Vietto est victime d'un accident de la circulation. Gravement touché aux jambes, il doit suivre une rééducation de plusieurs mois pour retrouver sa mobilité. Quatre ans plus tard, il s'installe à Bollène, où sa santé décline fortement. Il est atteint d'une attaque cérébrale au début de l'année 1988 et conduit en convalescence dans une maison de repos d'Orange. Il meurt à la suite d'une nouvelle attaque, le 14 octobre de la même année. Conformément à son testament, il est crématisé avec une lettre d'Antonin Magne qu'il a toujours soigneusement conservée et dans laquelle l'ancien champion reconnaît son sacrifice sur le Tour de France 1934. Ses cendres sont déposées au col de Braus le 22 octobre suivant en présence de sa famille et de nombreux admirateurs, dont l'écrivain Louis Nucéra, qui lui consacre une biographie,.

## Style et personnalité

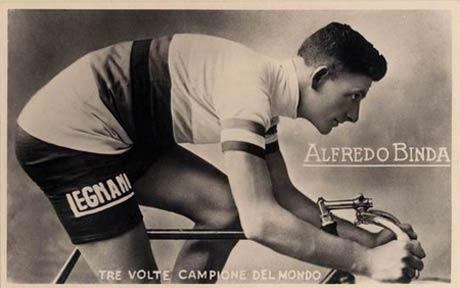
Alfredo Binda, admiré par Vietto.

Le journaliste Christophe Penot décrit René Vietto comme « l'archétype du grimpeur d'exception, […] génie de son sport, d'une précocité exceptionnelle ». Ce « styliste magnifique et méticuleux », comme il le désigne, est selon lui le plus grand grimpeur de l'histoire du Tour. Dès ses premiers tours de roue chez les professionnels, Vietto déclare son admiration pour le grimpeur italien Alfredo Binda, dont il cherche à imiter le style. Ainsi Vietto se fait remarquer par sa position bien en ligne quand il franchit les cols, la selle étroite et plus avancée que la majorité des autres coureurs. L'ancien coureur Raphaël Géminiani, qui l'a côtoyé en course, parle de lui comme d'un « monstre sacré », qui représentait « toute la noblesse qui s'attachait au passé du Tour de France ». Il évoque le caractère exemplaire que pouvait avoir Vietto auprès des jeunes coureurs de son époque : « Tout chez cet homme de bronze respirait le courage. […] On était sous le charme de ce personnage qui donnait la leçon et l'exemple. »
Coureur attentif et scrupuleux, René Vietto apporte un soin particulier à la préparation de son matériel et apporte tout au long de sa carrière des améliorations notoires aux machines de course. Il est ainsi le premier coureur à expérimenter le double plateau, en compagnie de son ami Apo Lazaridès sur la course Monaco-Paris en 1946, si bien que la marque Simplex a longtemps commercialisé ce produit en affichant une photo du coureur sur son emballage. Il est également un des premiers coureurs à placer ses bidons directement sur le cadre du vélo, et non sur le guidon comme c'était alors l'usage, ce qui lui permet d'abaisser son centre de gravité et de gagner en efficacité et en sécurité dans les descentes. Parmi la multitude d'améliorations techniques qu'il apporte à la discipline, on peut encore citer les chaussures à semelles rigides et présentant des trous d'aération ou encore la fixation de la pompe derrière le tube de selle afin d'alléger sa monture, ce qui fait dire au journaliste et écrivain Jean-Paul Ollivier : « Ce fut sur le plan technique une sorte de génie ». Abel Michéa abonde dans ce sens : « L'ami René, c'était l'ennemi du poids. Il limait, coupait, rabotait… »
Personnage éloquent, il se fait remarquer par son sens de la formule. Le spécialiste du cyclisme Pierre Chany affirme que « sa verve était celle de Raimu apostrophant Charpin […] il aurait pu naître de l'imagination de Pagnol », ce que confirme l'un des coureurs qui l'a côtoyé, André Leducq : « Il aurait dû faire du cinéma. » Celui-ci tempère néanmoins son jugement, en soulignant tout autant son côté « intarissable et caustique » que sa capacité à se montrer parfois « silencieux, sombre et méditatif ». Jacques Augendre souligne lui aussi le caractère enjoué et loquace du coureur : « Une sorte de philosophe du sport. Un sage et un excentrique à la fois. Un humoriste désenchanté. Un comédien en représentation permanente, qui possédait son sujet à fond, mais qui se surpassait dans l'improvisation. » Passionné de cyclisme, René Vietto confie à la journaliste Marie-Louise Barron, dans un entretien pour L'Humanité : « Mon métier, c'est peut-être un métier de branque, mais je l'aime. »
Vietto n'est pas un homme d'argent. Il a, par exemple, toujours refusé le tableau que Pablo Picasso voulait lui offrir à chacune de ses visites dans sa maison de Mougins,. Il a, toutefois, réussi à obtenir pour les coureurs cyclistes professionnels « la retraite, la Sécurité sociale et le salaire douze mois sur douze. Avant, ils n'étaient jamais payés les mois d'hiver. »,. Il est décrit comme étant sympathisant communiste dans la presse française.

## Postérité

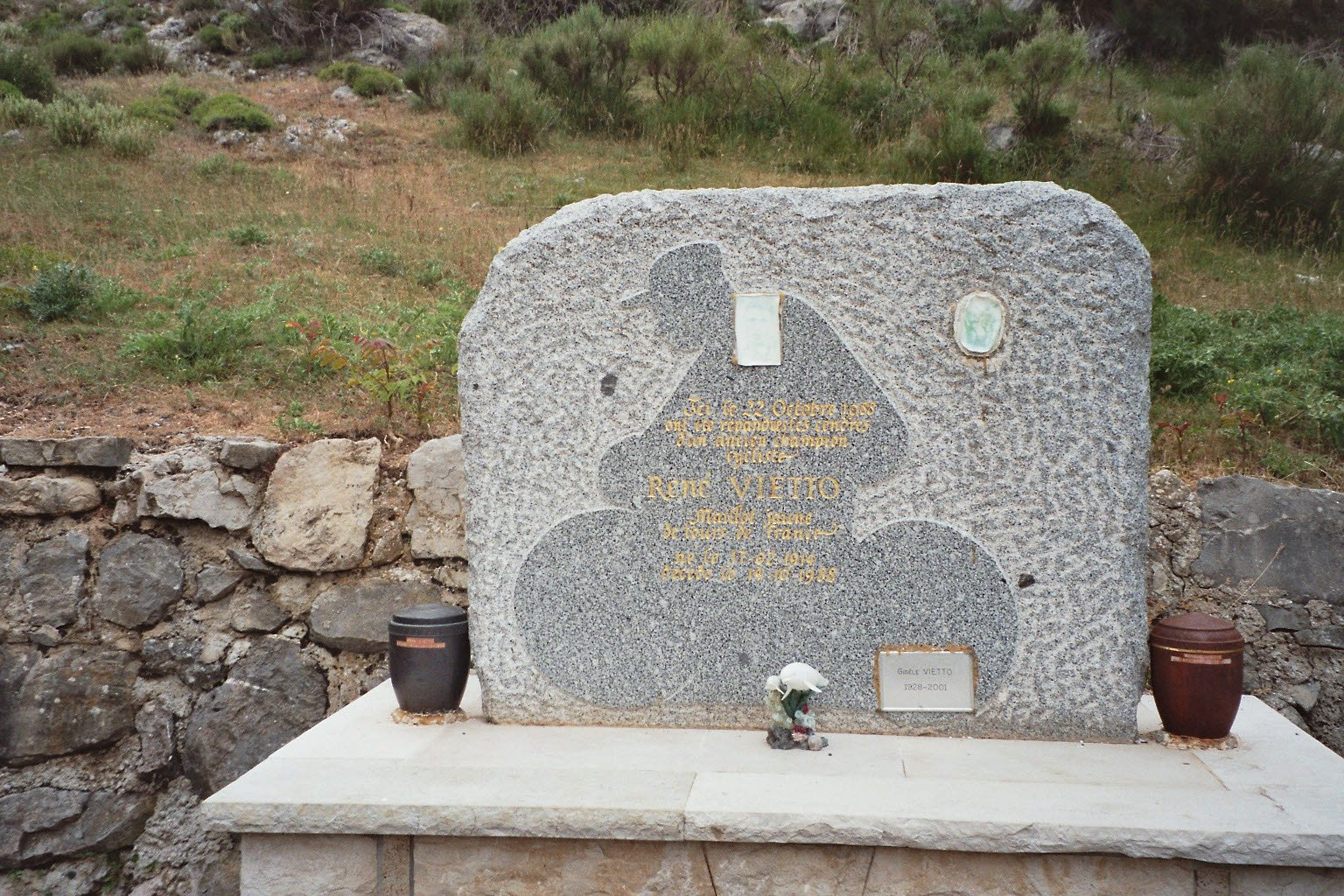
La stèle en hommage à René Vietto au col de Braus.

Une stèle est érigée en l'honneur de René Vietto dans la montée du col de Braus, dans les Alpes-Maritimes, de même qu'à L'Hospitalet-près-l'Andorre, à l'endroit précis où il avait donné sa roue à son leader Antonin Magne sur le Tour de France 1934. Deux rues portent son nom, l'une à Nice, l'autre à Bollène, sa dernière ville de résidence.
En 2020 paraît un documentaire, intitulé Le Roi mélancolique, la légende de René Vietto et réalisé par Julien Camy, qui revient sur la carrière et le caractère singulier du champion cycliste grâce à des images d'archives rares et des entretiens inédits de ses anciens adversaires. D'une durée de 65 minutes, il figure dans la sélection du festival Sport, Littérature et Cinéma de l'Institut Lumière de Lyon,.

## Palmarès

### Palmarès année par année
| - 1931 - Boucles de Sospel - Nice-Puget-Théniers-Nice - 1932 - Grand Prix de Cannes - Nice-Mont Agel - Nice-Puget-Théniers-Nice - 1re étape du Critérium des Pyrénées - 3e du Critérium des Pyrénées - 3e du Circuit du Mont-Blanc - 3e du Circuit des cols pyrénéens - 1933 - Grand Prix de Cannes - Circuit de l'Indépendant - Grand Prix de Riez - Boucles de Sospel - Grand Prix des journalistes sportifs - Circuit des Pyrénées Orientales - Course de côte du mont Faron - 2e de Circuit des villes d'eaux d'Auvergne - 2e de Marseille-Toulon-Marseille - 2e de Toulon-Aubagne-Toulon - 2e de Nice-Mont Agel - 2e de Nice-Annot-Nice - 1934 - GP Wolber indépendants - Tour de France : - Classement de la montagne - 7e, 9e, 11e et 18e étapes - 5e du Tour de France - 5e du Tour de Lombardie - 6e de Paris-Nice - 1935 - Paris-Nice - 6e et 9e étapes du Tour de France - 2e du Critérium national - 4e de Paris-Roubaix - 8e du Tour de France - 8e de Paris-Tours - 1936 - Course de côte de La Turbie - 1937 - 3e de Nice-Mont Agel - 3e du Grand Prix de Nice - 1938 - Polymultipliée - 3e de Nice-Mont Agel - 3e du Grand Prix de Nice | - 1939 - 3e étape du Tour de l'Est central - 2e étape du Circuit du Ventoux - 2e du Tour de France - 3e de la course de côte du mont Faron - 1941 - Champion de France de la zone libre - 2e de Nice-Mont Agel - 2e du Grand Prix de Cannes - 2e de Avignon-Lyon - 1942 - 8e et 16eb étapes du Tour d'Espagne - 1943 - Critérium du Midi - 2e du Critérium des As - 3e de Paris-Dijon - 1944 - 2e du Grand Prix de Nice - 2e du Grand Prix de Cagnes-sur-Mer - 3e de l'omnium de la route - 1945 - Circuit des cols pyrénéens - 1946 - Grand Prix de la République du Sud-Ouest : - Classement général - 2e étape - Grand Prix de Provence - 2e étape de Monaco-Paris - 2e étape de Ventoux-Méditerranée - 2e de Monaco-Paris - 2e de Ventoux-Méditerranée - 3e de Nice-Mont Agel - 4e du Tour de Suisse - 1947 - 2e et 9e étapes du Tour de France - 2e du Circuit des villes d'eaux d'Auvergne - 5e du Tour de France - 1948 - Grand Prix de Cannes - 2e de Paris-Clermont-Ferrand - 7e du Critérium du Dauphiné libéré - 1949 - 3e du Circuit des cols pyrénéens |  |

### Résultats sur les grands tours

#### Tour de France
René Vietto fait partie des coureurs ayant remporté au moins deux étapes du Tour de France sur plus de dix années.
- 1934 : 5e, vainqueur du  classement de la montagne et des 7e, 9e, 11e et 18e étapes
- 1935 : 8e, vainqueur des 6e et 9e étapes
- 1936 : abandon (6e étape)
- 1938 : abandon (2e étape)
- 1939 : 2e ,  maillot jaune pendant 11 jours (dont deux jours à deux demi-étapes et un jour avec une étape divisée en trois tronçons)
- 1947 : 5e, vainqueur des 2e et 9e étapes,  maillot jaune pendant 15 jours
- 1948 : 17e
- 1949 : 28e

#### Tour d'Italie
- 1933 : 22e

#### Tour d'Espagne
- 1942 : 14e, vainqueur des 8e et 16e étapes

## Filmographie

### Télévision
- 1976 : Le roi René réalisé par Claude Miller, TF1[25],[26].
- 1977 : Un tour de manivelle, René Vietto réalisé par Jean Dasque, FR3 [voir en ligne].
- 2005 : René Vietto : Le petit groom devenu roi réalisé par Jean-Paul Ollivier, France 2[27].

### Documentaire
- 2020 : Le Roi mélancolique, la légende de René Vietto, de Julien Camy[23],[24],[28].